# Charli XCX
Charli XCX, artiestennaam van Charlotte Emma Aitchison (Stevenage, 2 augustus 1992), is een Britse singer-songwriter. Ze scoorde hits met onder meer I Love It (met Icona Pop), Fancy (met Iggy Azalea), Boom Clap en Break the Rules. Na deze hits deed ze afstand van een mainstream-popgeluid met haar ep Vroom Vroom.

## Biografie
Aitchison is bezig met haar zangcarrière sinds 2008, maar brak pas echt door in 2012 met de hit I Love It, een samenwerking met het Zweedse duo Icona Pop. Hierna scoorde ze met SuperLove een bescheiden succes in het Verenigd Koninkrijk.
In 2014 produceerde ze met de Australische Iggy Azalea de hit Fancy. Na het internationale succes van dit nummer behaalde Aitchison haar eerste solo-succes met Boom Clap, de officiële single van de soundtrack van de film The Fault in Our Stars. Het nummer bereikte top 10-posities in onder andere het Verenigd Koninkrijk, de Verenigde Staten en Nieuw-Zeeland, en ook in Nederland werd het een hit.
Na haar tweede studioalbum Sucker (2015) is Aitchisons derde studioalbum meerdere malen door onenigheden met haar label uitgesteld. Na de release van de avantpop-ep Vroom Vroom in 2016 vertelde Aitchison een jaar later aan het Amerikaanse Vulture dat ze er niet zeker meer van was of het derde album ooit nog uit zou komen. Datzelfde jaar bracht ze wel twee mixtapes uit, Number 1 Angel en Pop 2, waardoor ze (zonder toestemming van haar label) alsnog nieuwe muziek uit kon brengen. In 2018 bracht ze de single 5 In The Morning uit, die haar vorige singles Boys (2017) en After The Afterparty (2016) opvolgde.
Op 29 juni 2018 bracht de zangeres de nummers Focus en No Angel uit, waarna Girls Night Out in augustus volgde. In oktober 2018 verscheen haar single 1999, waar de Australische popartiest Troye Sivan ook op voorkomt. Dit nummer is het eerste nummer van haar derde album Charli. Op 16 mei 2019 bracht ze een tweede single uit voor het album Blame It On Your Love, een samenwerking met de Amerikaanse zangeres en rapper Lizzo. Het album kwam uit in september 2019 en bevatte nog enkele samenwerkingen met onder meer Haim, Brooke Candy en Christine and the Queens.
Te midden van de coronapandemie in 2020 maakte Aitchison haar vierde studioalbum in zes weken tijd vanuit haar huis in Los Angeles, genaamd How I'm Feeling Now.
In 2024 bracht Charli de nummers Von dutch en 360 uit, die beide op het album  Brat staan. Dit album kwam uit op 29 februari 2024. Het album werd geprezen door media en critici en kreeg een Metacritic score van 95 op 100. Wereldwijd werd er een hype gecreëerd rond het album, dat ook gebruikt werd tijdens de campagne van Kamala Harris. De nummers Apple en Guess met Billie Eilish werden ook bekend op TikTok. Later dat jaar kwam er een deluxealbum Brat and It's Completely Different but Also Still Brat uit. Hierop staan samenwerkingen met onder meer Troye Sivan, Ariana Grande, Lorde en Bon Iver. De zangeres kreeg voor het album acht Grammy nominaties, waaronder in de categorie Album of the Year

### Privé
Charli XCX is getrouwd met George Daniel, drummer in de band The 1975, op 19 juli 2025.

## Discografie

### Albums
| Album met eventuele hitnotering(en) in de Nederlandse Album Top 100 | Datum van verschijnen | Datum van binnenkomst | Hoogste positie | Aantal weken | Opmerkingen |
| ------------------------------------------------------------------- | --------------------- | --------------------- | --------------- | ------------ | ----------- |
| True Romance                                                        | 2013                  | -                     | -               | -            |             |
| Sucker                                                              | 2015                  | 21-02-2015            | 65              | 1            |             |
| Charli                                                              | 2019                  | -                     | -               | -            |             |
| How I'm Feeling Now                                                 | 2020                  | -                     | -               | -            |             |
| Crash                                                               | 18-03-2022            | 25-03-2022            | 16              | 2            |             |
| Brat                                                                | 2024                  | 15-06-2024            | 4               | 31           |             |

| Album met hitnotering(en) in de Vlaamse Ultratop 200 albums | Datum van verschijnen | Datum van binnenkomst | Hoogste positie | Aantal weken | Opmerkingen |
| ----------------------------------------------------------- | --------------------- | --------------------- | --------------- | ------------ | ----------- |
| True Romance                                                | 2013                  | -                     | -               | -            |             |
| Sucker                                                      | 2015                  | 21-02-2015            | 61              | 7            |             |
| Charli                                                      | 2019                  | 21-09-2019            | 55              | 2            |             |
| How I'm Feeling Now                                         | 2020                  | 23-05-2020            | 106             | 1            |             |
| Crash                                                       | 2022                  | 26-03-2022            | 11              | 3*           |             |
| Brat                                                        | 2024                  | 07-06-2024            | 3               | 19*          |             |

### Mixtapes
- Heartbreaks and Earthquakes (2012)
- Super Ultra (2012)
- Number 1 Angel (2017)
- Pop 2 (2017)

### Ep's
- Vroom Vroom (2016)

### Singles
| Single met eventuele hitnotering(en) in de Nederlandse Top 40 | Datum van verschijnen | Datum van binnenkomst | Hoogste positie | Aantal weken | Opmerkingen                                                                             |
| ------------------------------------------------------------- | --------------------- | --------------------- | --------------- | ------------ | --------------------------------------------------------------------------------------- |
| I Love It                                                     | 2012                  | 05-01-2013            | 13              | 18           | met Icona Pop / Nr. 16 in de Single Top 100                                             |
| Fancy                                                         | 2014                  | 05-07-2014            | 27              | 8            | met Iggy Azalea / Nr. 29 in de Single Top 100                                           |
| Boom Clap                                                     | 2014                  | 09-08-2014            | 16              | 14           | Soundtrack The fault in our stars / Nr. 28 in de Single Top 100                         |
| Doing It                                                      | 2015                  | 31-01-2015            | tip8            | -            | met Rita Ora                                                                            |
| After the Afterparty                                          | 2016                  | 31-12-2016            | tip23           | -            | met Lil Yachty                                                                          |
| Boys                                                          | 2017                  | 05-08-2017            | tip11           | -            |                                                                                         |
| Dirty Sexy Money                                              | 2017                  | 25-11-2017            | 18              | 11           | met David Guetta, Afrojack & French Montana / Nr. 60 in de Single Top 100 / Alarmschijf |
| Girls                                                         | 2018                  | 26-05-2018            | 19              | 6            | met Rita Ora, Cardi B & Bebe Rexha / Nr. 73 in de Single Top 100 / Alarmschijf          |
| 1999                                                          | 2018                  | 13-10-2018            | tip14           | -            | met Troye Sivan                                                                         |
| Out Out                                                       | 2021                  | 14-08-2021            | 24              | 9            | met Joel Corry, Jax Jones & Saweetie                                                    |
| Beg for You                                                   | 2022                  | 12-02-2022            | tip4            | 8            | met Rina Sawayama                                                                       |
| Hot in It                                                     | 2022                  | 09-07-2022            | 9               | 12           | met Tiësto                                                                              |
| In the City                                                   | 2023                  | 21-10-2023            | tip24           | 3            | met Sam Smith                                                                           |
| Apple                                                         | 2024                  | 03-08-2024            | tip22           | 2            |                                                                                         |
| Guess                                                         | 2024                  | 10-08-2024            | tip12           | 1            | met Billie Eilish                                                                       |

| Single met hitnotering(en) in de Vlaamse Ultratop 50 | Datum van verschijnen | Datum van binnenkomst | Hoogste positie | Aantal weken | Opmerkingen                                 |
| ---------------------------------------------------- | --------------------- | --------------------- | --------------- | ------------ | ------------------------------------------- |
| I Love It                                            | 2013                  | 23-02-2013            | 6               | 28           | met Icona Pop / Goud                        |
| Fancy                                                | 2014                  | 12-04-2014            | tip9            | -            | met Iggy Azalea                             |
| Boom Clap                                            | 2014                  | 06-09-2014            | 35              | 4            |                                             |
| Break the Rules                                      | 2014                  | 24-01-2015            | 17              | 15           |                                             |
| Doing It                                             | 2015                  | 14-03-2015            | tip60           | -            | met Rita Ora                                |
| Hand in the Fire                                     | 2015                  | 09-01-2016            | tip             | -            | met Mr. Oizo                                |
| After the Afterparty                                 | 2016                  | 12-11-2016            | tip             | -            | met Lil Yachty                              |
| 1 Night                                              | 2017                  | 01-04-2017            | tip32           | -            | met Mura Masa                               |
| Boys                                                 | 2017                  | 12-08-2017            | tip16           | -            |                                             |
| Dirty Sexy Money                                     | 2017                  | 11-11-2017            | tip4            | -            | met David Guetta, Afrojack & French Montana |
| Out of My Head                                       | 2017                  | 20-01-2018            | tip             | -            | met Tove Lo & Alma                          |
| Girls                                                | 2018                  | 19-05-2018            | tip33           | -            | met Rita Ora, Cardi B & Bebe Rexha          |
| 1999                                                 | 2018                  | 27-10-2018            | tip32           | -            | met Troye Sivan                             |
| Gone                                                 | 2019                  | 27-07-2019            | tip24           | -            | met Christine and the Queens                |
| Claws                                                | 2020                  | 09-05-2020            | tip             | -            |                                             |
| Guess                                                | 2024                  | 10-08-2024            | 45              | 1            | met Billie Eilish                           |

## Videoclips
| Naam nummer                         | datum             | views (van mei 2025) | album                                                   |
| ----------------------------------- | ----------------- | -------------------- | ------------------------------------------------------- |
| Nuclear Season                      | 22 November 2011  | 3,5 miljoen          | True Romance                                            |
| You're the One                      | 3 Juli 2012       | 3,4 miljoen          | True Romance                                            |
| Cloud ft. Brooke Candy              | 28 November 2012  | 3,1 miljoen          | True Romance                                            |
| You (Ha Ha Ha)                      | 10 Januari 2013   | 10,6 miljoen         | True Romance                                            |
| What I Like                         | 4 April 2013      | 6 miljoen            | True Romance                                            |
| Superlove                           | 26 September 2013 | 17,2 miljoen         | Superlove (single)                                      |
| Boom Clap                           | 3 Juni 2014       | 457,5 miljoen        | Sucker                                                  |
| Break The Rules                     | 25 Augustus 2014  | 202,7 miljoen        | Sucker                                                  |
| Breaking Up                         | 2 December 2014   | 6,2 miljoen          | Sucker                                                  |
| Doing It ft. Rita Ora               | 20 Januari 2015   | 48,9 miljoen         | Sucker                                                  |
| Famous                              | 23 Maart 2015     | 12,3 miljoen         | Sucker                                                  |
| After the Afterparty ft. Lil Yachty | 30 Oktober 2016   | 20,7 miljoen         | After the Afterparty (single)                           |
| Boys                                | 26 Juli 2017      | 146,7 miljoen        | Boys (single)                                           |
| 5 in the Morning                    | 27 Juni 2018      | 6,8 miljoen          | 5 in the Morning (single)                               |
| 1999 with Troye Sivan               | 11 Oktober 2018   | 53,3 miljoen         | Charli                                                  |
| Blame It On Your Love ft. Lizzo     | 13 Juni 2019      | 5,8 miljoen          | Charli                                                  |
| Gone with Christine and the Queens  | 17 Juli 2019      | 12,2 miljoen         | Charli                                                  |
| 2099 ft. Troye Sivan                | 17 September 2019 | 2,4 miljoen          | Charli                                                  |
| White Mercedes                      | 10 Oktober 2019   | 3,7 miljoen          | Charli                                                  |
| Forever                             | 17 April 2020     | 5,9 miljoen          | How I'm Feeling Now                                     |
| Claws                               | 1 Mei 2020        | 5,7 miljoen          | How I'm Feeling Now                                     |
| Enemy (vertical video)              | 2 Juli 2020       | 2,2 miljoen          | How I'm Feeling Now                                     |
| Good Ones                           | 2 September 2021  | 20,8 miljoen         | Crash                                                   |
| Beg For You ft. Rina Sawayama       | 11 Februari 2022  | 11 miljoen           | Crash                                                   |
| Baby                                | 1 Maart 2022      | 4,3 miljoen          | Crash                                                   |
| Every Rule                          | 15 Maart 2022     | 1,3 miljoen          | Crash                                                   |
| Used To Know Me                     | 15 April 2022     | 9,2 miljoen          | Crash                                                   |
| Speed Drive                         | 16 Augustus 2023  | 7,5 miljoen          | Barbie: The Soundtrack                                  |
| Von Dutch                           | 29 Februari 2024  | 15,3 miljoen         | BRAT                                                    |
| 360                                 | 10 Mei 2024       | 31,3 miljoen         | BRAT                                                    |
| Guess ft Billie Eilish              | 2 Augustus 2024   | 67,2 miljoen         | brat and it's completely different but also still brat. |
| Party 4 u                           | 16 Mei 2025       | 1,5 miljoen          | How I'm Feeling Now                                     |